# کمال‌شهر
کمال‌شهر شهری در شمال غربی شهرستان کرج، استان البرز، ایران است. این شهر پس از تصویب هیأت وزیران در تاریخ ۱۱ بهمن ۱۳۷۴ از روستا به شهر تبدیل شد و نام آن از کمال‌آباد به کمال‌شهر تغییر یافت، این مصوبه در تاریخ ۹ خرداد ۱۳۷۵ به تایید رییس جمهور رسید.

## محدوده شهری کمالشهر
کمالشهر کنونی متشکل از چندین منطقه شهری شامل:(کمالشهر مرکزی کرج)، شهرک رضوانیه، شهرک امیرالمؤمنین، شهرک پیشاهنگی، شهرک خرمدشت و قسمتی از شهرک گلدشت است.
کمال‌شهر از شمال به اتوبان کرج - قزوین، از شرق به حصارک کرج و از غرب و جنوب به شهرستان چهارباغ منتهی می‌شود و این شهر یکی از مناطق صنعتی استان البرز به‌شمار می‌آید و کارخانه‌های معتبری همچون مهنام، نیک کالا و خاور پرس و شهرک بزرگ صنعتی بهارستان شرکت ایران خودرو و دهکده صنعتی هلجرد را در خود جای داده است.

## صنایع
کمالشهر منطقه‌ای صنعتی به‌شمار می‌آید در محدودهٔ کمالشهر کرج، کارخانه‌ها و کارگاه‌های صنعتی زیادی قرار گرفته است. حدود ۲۶۰ واحد صنعتی و تولیدی در شهرک صنعتی بهارستان در دامنه بلندی‌های ورزان و اراضی هلجرد واقع در حومهٔ کمالشهر مستقر شده‌اند. محدودهٔ این شهرک صنعتی از ۴ کیلومتری کمالشهر آغاز می‌شود.

## اماکن دیدنی
مسجد، حمام، آسیاب و قبرستان باستانی محله هلجرد از اماکن تاریخی این شهر است.
پارگ جنگلی هلجرد به وسعت ۵۰ هکتار و پارک سنگی آزادگان و بلوار مشاهیر از دیگر اماکن دیدنی این شهر است.